# Yôji Yamada
Yôji Yamada (Toyonaka, 13 de setembro de 1931 é um cineasta e roteirista japonês. Foi indicado ao Oscar de melhor filme estrangeiro na edição de 2004 pela realização da obra Tasogare Seibei, que completa a trilogia Samurai com Kakushi ken: Oni no tsume e Bushi no Ichibun.